# Harbin Z-9
Harbin Z-9 (kod NATO: Haitun) – chiński śmigłowiec wielozadaniowy, będący produkowaną na licencji wersją śmigłowca Aérospatiale/Eurocopter Dauphin. 

## Historia
Produkcja śmigłowca w zakładach Harbin Aircraft Manufacturing Corporation rozpoczęła się w latach 80. XX wieku i trwa do dziś.
Śmigłowiec, poza standardową odmianą wielozadaniową (A/B), produkowany jest także w wersji szturmowej (W) oraz morskiej (C/D).
Poza chińskimi siłami zbrojnymi śmigłowce Z-9 i ich wersje pochodne wykorzystywane są między innymi przez Pakistańską Marynarkę Wojenną, wojska lotnicze Kambodży i Ghany oraz wojska lądowe Boliwii.